# Мохтар Дахарі
Дато Мохд Мохтар бін Дахарі (малай. Mokhtar bin Dahari, нар. 13 листопада 1953 — пом. 11 липня 1991) — малайзійський футболіст, який всю свою кар'єру провів у клубі «Селангор». Він вважається легендою малайзійського футболу. За статистикою ФІФА він забив 89 голів за національну збірну Малайзії, та сприяв тому, що вона в 1977 році піднялась на 61-ше місце в футбольному рейтингу Ело. Результативний нападник за свої ігрові якості та потужність отримав прізвисько «Супермох». Мохтар є найкращим бомбардиром національної збірної Малайзії за всю її історію.

## Ранні роки життя
Мохтар Дахарі народився 13 листопада 1953 року в Сетапаку в штаті Селангор (пізніше увійшов до складу Куала-Лумпура), та був першим сином Аміни Шарікан і Дахарі Абенга. Його батько, Дахарі, працював водієм вантажівки, та заробляв недостатньо, щоб утримувати сім'ю. Коли Моктару було 11 років, його родина переїхала до Кампунг-Пандана в Куала-Лумпурі. Після переїзду Мохтар відвідував середню школу «Вікторія Інстітьюшн», та вже в ранньому віці почав виявляти інтерес і вміння до гри у футбол. Він спочатку грав за свою школу, а пізніше виступав за свій рідний штат Селангор.

## Ігрова кар'єра
Якщо тобі соромно відстоювати свій колір, то краще шукай інший прапор!
Мохтар уперше зіграв за «Селангор» у Кубку Бернлі, турнірі для 19-річних футболістів, який команда виграла. Пізніше його запросили регулярно грати у складі команди, й уже у своєму першому сезоні, граючи за «Селангор», Мохтар став кращим бомбардиром команди. Він допоміг клубу виграти багато турнірів, найбільше, 10 разів, Кубок Малайзії, та загалом забив за клуб 177 голів. Він також грав за команди «Келаб Султан Сулайман», ПКНС, «Таласко» та «Куок Їк Бенк» у Кубку ФАМ та лізі Селангора. На підтвердження своєї відданості команді він повторював слова: «Я живу і помру за Селангор». Також Мохтара запросили до національної збірної Малайзії. Йому було лише 19 років, коли Мохтар у 1972 році вперше зіграв за національну збірну в матчі проти збірної Шрі-Ланки. У складі збірної футболіст став бронзовим призером Азійських ігор 1974 року та двічі вигравав турнір Ігор Південно-Східної Азії в 1977 та 1979 роках. У 1975 році він забив обидва голи під час переможного товариського матчу з рахунком 2-0 у складі збірної Малайзії проти лондонського «Арсеналу», що призвело до чуток, що ним цікавляться провідні клуби Англії. Після гри йому надійшла пропозиція від одного з провідних європейських клубів, мадридського «Реала», але Мохтар відмовився переходити в іспанський клуб через свій патріотизм і любов до рідного клубу «Селангор». Журнал «World Soccer» визнав Мохтара найкращим нападником Азії, коли йому було 23 роки.
Мохтар був відомий своєю швидкістю, і часто з натовпу під час матчів було чути рев «Супермоха!», причому багато молодих людейя обожнювали його, а деякі намагалися імітувати його рухи на полі. У 1978 році у матчі проти другої збірної Англії, який завершився з рахунком 1-1, з командою, яку тренував Боббі Робсон, Мохтар забив гол за Малайзію, пройшовши півполя, та обійшовши половину команди суперника, після чого обіграв Джо Коррігана влучним ударом. Також відомий факт, коли Гордон Гілл похвалив Мохтара як «Героя Дахарі» в своїй колонці в журналі «Shoot!» після туру другої збірної Англії в 1978 році.
Мохтар Дахарі завершив кар'єру футболіста в травні 1986 року після того, як виграв Кубок Малайзії із «Селангором». Після церемонії нагородження Мохтар підійшов до президента клубу і передав йому свою футболку з номером 10, сказавши президенту, щоб клуб залишив цю форму для нього. Він офіційно завершив виступи в січні 1987 року, щоб зіграти ще один сезон за «Селангор».

## Тренерська кар'єра
Після того, як Мохтару почали дошкуляти травми, він вирішив стати тренером, щоб допомогти молодому поколінню краще грати у футбол. Одним із його учнів був молодий Рошан Тіран, майбутній співзасновник і генеральний директор компанії «Leaderonomics», який часто розповідав про свої заняття футболом під керівництвом Мохтара. Мохтар попросив свого партнера з «Селангора» Редуана Абдуллу написати книгу про життя Мохтара та його кар'єру. Також Мохтар періодично був тренерем «Селангора». Після закінчення кар'єри футболіста Мохтар також був граючим тренером команди «Куок Їк Бенк».

## Особисте життя
Перш ніж стати професійним футболістом, Мохтар займався іншими видами спорту, зокрема бадмінтоном, сепак-такро та хокеєм на траві. Мохтар вдень працював у державній корпорації Селангора ПКНС, а ввечері грав у футбол. За час роботи в ПКНС він заробляв мало. Пізніше Мохтар залишив ПКНС, і працював у банку «Куок Їк Бенк» (пізніше відомий як «РХБ Бенк»), щоб отримати кращі перспективи для себе та своєї родини. Мохтар через друзів познайомився з Тенгку Заріною Тенгку Ібрагім. Після 10 років знайомства вони нарешті одружилися 24 лютого 1979 року. Мохтар став батьком трьох дітей: Нур Азера (старша дочка), Мохд Реза (старший син) і Нур Аріна (молодша дочка).

## Хвороба і смерть
У Мохтара розпочалися проблеми з горлом, і він пішов до лікарні, щоб з'ясувати причину хвороби. Лікарі діагностували у нього бічний аміотрофічний склероз, про що повідомили лише йому та його дружині. Пізніше він поїхав до Лондона зі своєю дружиною для подальшого лікування. Після 3 років боротьби з хворобою та погіршенням стану здоров'я 11 липня 1991 року Мохтар помер у медичному центрі Субанг-Джая. Преса повідомила, що причиною смерті Мохтара є м'язова дистрофія. Він був похований на мусульманському кладовищі Таман Керамат Пермай у Таман-Керамат в Ампанґу. Його життя і справжню причину смерті вперше було розкрито лише в документальному фільмі під назвою «Невиказана правда про Супермоха» на «National Geographic Channel» 30 серпня 2010 року, через 19 років після його смерті.

## Статистика кар'єри
За свою кар'єру у збірній Мохтар забив загалом 125 голів у 167 матчах за Малайзію (включаючи матчі проти клубів, других збірних і перших збірних країн). У матчах проти національних збірних інших країн він забив 89 голів у 142 матчах. Завдяки таким показникам він тривалий час був найкращим бомбардиром серед усіх чоловічих національних збірних у світі. Забивши 85-ий гол за збірну в 1980 році, він випередив Ференца Пушкаша, та став найкращим бомбардиром усіх національних збірних у світі, та утримував цей титул майже 24 роки, поки іранець Алі Даеї не забив 90-ий м'яч за збірну в 2004 році.

## Вшанування пам'яті
На честь Мохтара Дахарі було названо кілька вулиць і громадських місць, зокрема:
- Громадська площа «Мохтар Дахарі» (малай. Dataran Komuniti Mokhtar Dahari), розташована в Кампунг-Пандані в Куала-Лумпурі, була названа на його честь, де зупинявся Мохтар, іноді граючи там у футбол.[33][34]
- Футзальний майданчик під назвою «Gelanggang Mokhtar Dahari», розташований на території футзального комплексу «Putrajaya» у Путраджаї.[35]
- На його честь була названа національна футбольна академія (малай. Akademi Bola Sepak Negara Mokhtar Dahari), заснована 10 квітня 2014 року, і розташована в Гамбангу в штаті Паханг.[36]
- Шосе Шах-Алам-Бату-Аранг, що з'єднує Шах-Алам і Пунчак-Алам, у 2014 році було перейменовано на Набережну Мохтара Дахарі (малай. Persiaran Mokhtar Dahari).[37]
- У 2014 році компанія Google відзначила дудлом 61-й день народження Мохтара Дахарі.[38] Створена також театральна вистава про його легендарну футбольну кар'єру, яка йшла в центральному палаці культури Малайзії під назвою «Супер Мох», роль Мохтара в якому зіграв малайзійський співак і актор Аві.[39]

## Фільмографія
У 1983 році Мохтар Дахарі зіграв сам себе у малайзійському фільмі «Механік».

## Титули і досягнення
- Чемпіон Малайзії (1):

«Селангор»: 1984
- Володар Кубка Малайзії (10):

«Селангор»: 1972, 1973, 1975, 1976, 1978, 1979, 1981, 1982, 1984, 1986
- Володар Суперкубка Малайзії (2):

«Селангор»: 1985, 1987
- Бронзовий призер Азійських ігор: 1974
- Чемпіон Ігор Південно-Східної Азії: 1977, 1979
- Переможець Кубка Мердека: 1973, 1974, 1976, 1979
- Володар Кубка короля: 1972, 1978